# Calesia nigriventris
Calesia nigriventris là một loài bướm đêm trong họ Erebidae.